# Alexander Ludwig Wolf von Lüdinghausen
Alexander Ludwig Wolf von Lüdinghausen († 17. Dezember 1678 in Valenciennes) war Zisterzienserabt und ernannter Bischof von Livland.

## Leben
Alexander Ludwig Wolf von Lüdinghausen war ein Sohn des Stadtstarosten von Dünaburg, Georg Wolf von Lüdinghausen († 1638). Der Jesuit Friedrich von Lüdinghausen Wolff war sein Bruder.
Als Witwer in den geistlichen Stand getreten, erhielt er die niederen Weihen und wurde Stiftsherr in Warschau. 1673 vom polnischen König Michael Wisniowiecki zum Abt des Klosters Pelplin nominiert, wurde er vom Konvent unter der Bedingung akzeptiert, dass er in den Zisterzienserorden eintrete und die Ordensgelübde ablege, was er im folgenden Jahr, nachdem er in Warschau die Priesterweihe erhalten hatte, auch tat. Daraufhin wurde er am 3. April 1674 benediziert und bald darauf von Generalabt Jean Petit von Cîteaux bestätigt.
König Johann III. Sobieski, der ihn sehr hoch schätzte und das Kloster nach Kräften förderte, schlug ihn zum Bischof von Livland vor. Wegen der ungünstigen Zeitverhältnisse konnte er von seinem Sitz nicht Besitz ergreifen und starb am 17. Dezember 1678 auf einer Reise nach Frankreich in Valenciennes. Sein Herz wurde nach Pelplin gebracht.